# Фарак (Тафреш)
Фарак (перс. فرك) — село в Ірані, у дегестані Рудбар, в Центральному бахші, шагрестані Тафреш остану Марказі. За даними перепису 2006 року, його населення становило 312 осіб, що проживали у складі 118 сімей.

## Клімат
Середня річна температура становить 11,47°C, середня максимальна – 30,51°C, а середня мінімальна – -10,09°C. Середня річна кількість опадів – 249 мм.
| Клімат поселення                              | Клімат поселення | Клімат поселення | Клімат поселення | Клімат поселення | Клімат поселення | Клімат поселення | Клімат поселення | Клімат поселення | Клімат поселення | Клімат поселення | Клімат поселення | Клімат поселення | Клімат поселення |
| Показник                                      | Січ.             | Лют.             | Бер.             | Квіт.            | Трав.            | Черв.            | Лип.             | Серп.            | Вер.             | Жовт.            | Лист.            | Груд.            |                  |
| Середній максимум, °C                         | 5,58             | 7,02             | 11,56            | 18,17            | 22,99            | 29,05            | 30,51            | 29,93            | 25,38            | 19,04            | 12,13            | 6,46             |                  |
| Середня температура, °C                       | −2,25            | −0,82            | 3,73             | 10,34            | 15,15            | 21,22            | 24,98            | 24,40            | 19,85            | 13,52            | 6,63             | 0,94             |                  |
| Середній мінімум, °C                          | −10,09           | −8,65            | −4,09            | 2,51             | 7,33             | 13,38            | 19,44            | 18,88            | 14,32            | 8,00             | 1,09             | −4,6             |                  |
| Норма опадів, мм                              | 34               | 34               | 46               | 35               | 30               | 4                | 1                | 1                | 0                | 10               | 21               | 33               |                  |
| Середньомісячна швидкість вітру, м/с          | 1.72             | 1.93             | 2.83             | 2.94             | 2.62             | 2.43             | 2.46             | 2.32             | 2.20             | 2.11             | 1.84             | 1.23             |                  |
| Середньомісячна сонячна радіація, кДж/м²·день | 8995             | 12177            | 14692            | 18180            | 22169            | 26763            | 26016            | 23924            | 20663            | 15208            | 10889            | 8892             |                  |
| --------------------------------------------- | ---------------- | ---------------- | ---------------- | ---------------- | ---------------- | ---------------- | ---------------- | ---------------- | ---------------- | ---------------- | ---------------- | ---------------- | ---------------- |
| Джерело:                                      |                  |                  |                  |                  |                  |                  |                  |                  |                  |                  |                  |                  |                  |